# Kumielsk (gmina)
Kumielsk – dawna gmina wiejska istniejąca w latach 1946–1954 w woj. olsztyńskim (dzisiejsze woj. warmińsko-mazurskie). Siedzibą władz gminy był Kumielsk.
Gmina Kumielsk powstała po II wojnie światowej na terenie tzw. Ziem Odzyskanych. 28 czerwca 1946 roku jako jednostka administracyjna powiatu piskigo gmina weszła w skład nowo utworzonego woj. olsztyńskiego. Według stanu z 1 lipca 1952 roku gmina była podzielona na 18 gromad: Bogumiły, Cwaliny, Dłutowo, Grodzisko, Gruzy, Guski, Jakuby, Jeże, Kałęczyn, Kukle, Kumielsk, Lipniki, Liski, Maszty, Mikuty, Rakowo Piskie, Turowo i Zawady.
Gmina została zniesiona 29 września 1954 roku wraz z reformą wprowadzającą gromady w miejsce gmin. Jednostki nie przywrócono 1 stycznia 1973 roku po reaktywowaniu gmin.